# Acemeta
Acemeta en plural acemetes (en grec antic Άκοίμηται, que significa "aquells que no dormen") era el nom que rebia una orde cristiana ortodoxa que va fundar a l'Imperi Romà d'Orient Alexandre anomenat l'Acemeta als inicis del segle V, en un principi a la riba asiàtica del Bòsfor però que immediatament es va traslladar a Constantinoble.
El nom d'aquesta comunitat prové de què els monjos estaven dividits en grups que entonaven cants i oraven sense interrupció durant les vint-i-quatre hores del dia. Els rituals que tenien i les cançons que entonaven, sobretot els salms, eren molt apreciats pel poble cristià.
L'emperador Justinià I, sospitant que s'acostaven al nestorianisme, els va menystenir, fins que finalment el Papa Joan II els va condemnar l'any 534 i van desaparèixer definitivament a finals del segle VI.